# Lobelia rhynchopetalum
Lobelia rhynchopetalum är en klockväxtart som beskrevs av William Botting Hemsley. Lobelia rhynchopetalum ingår i släktet lobelior, och familjen klockväxter.
Artens utbredningsområde är Etiopien. Inga underarter finns listade i Catalogue of Life.

## Bildgalleri

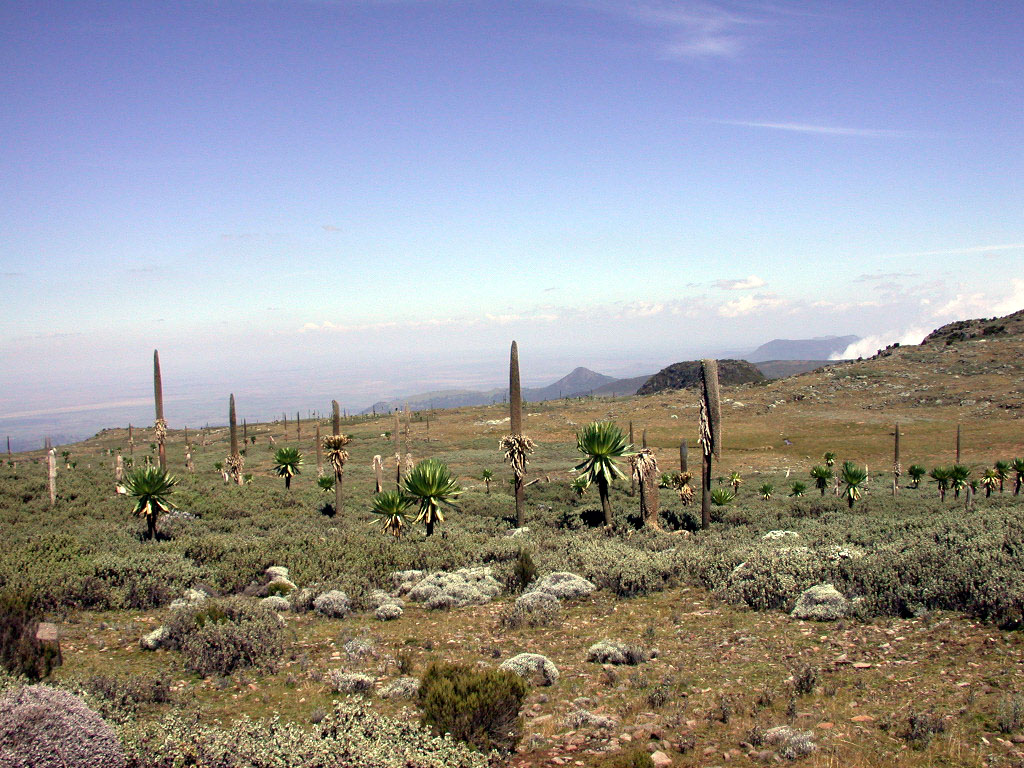
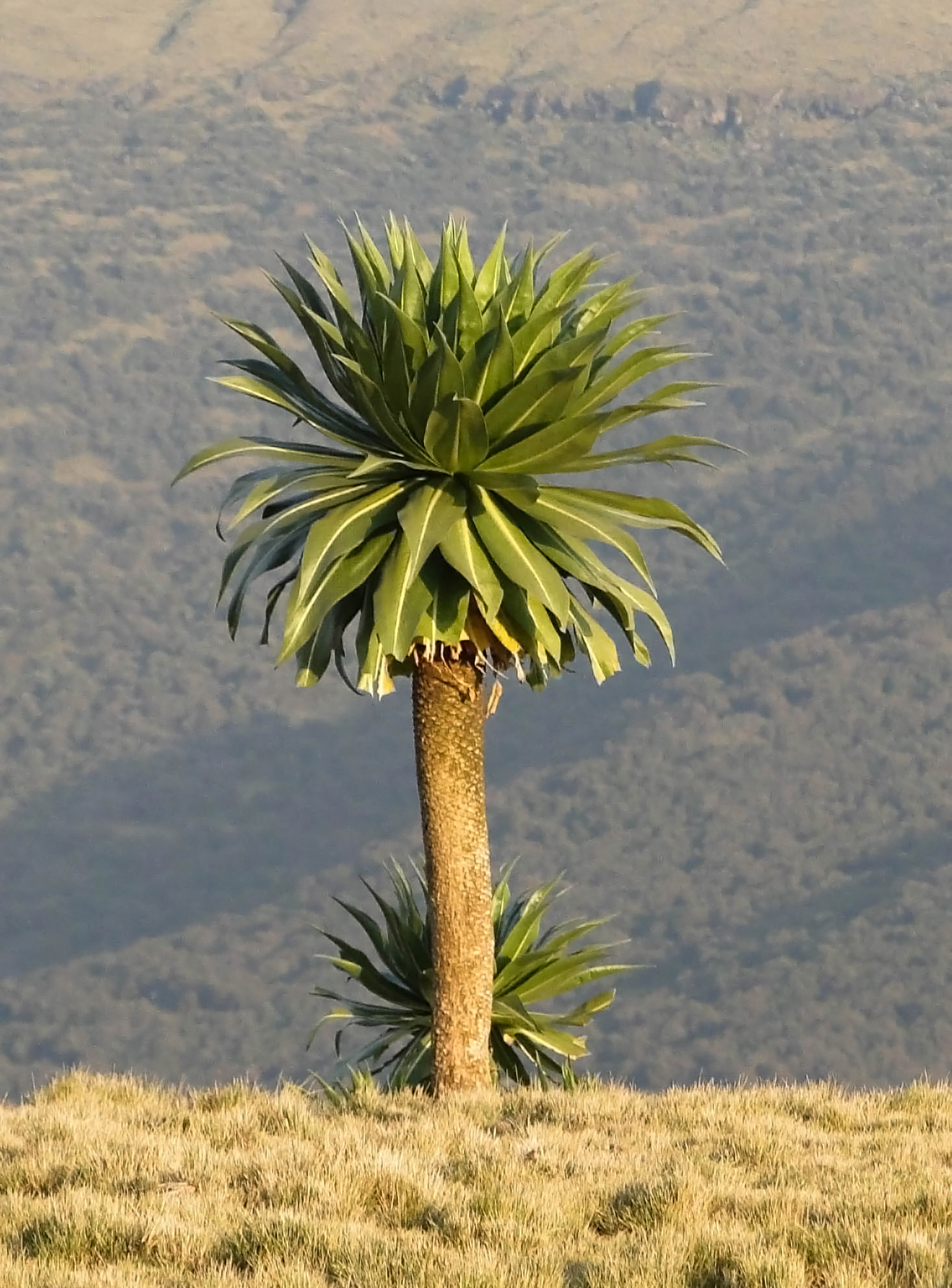
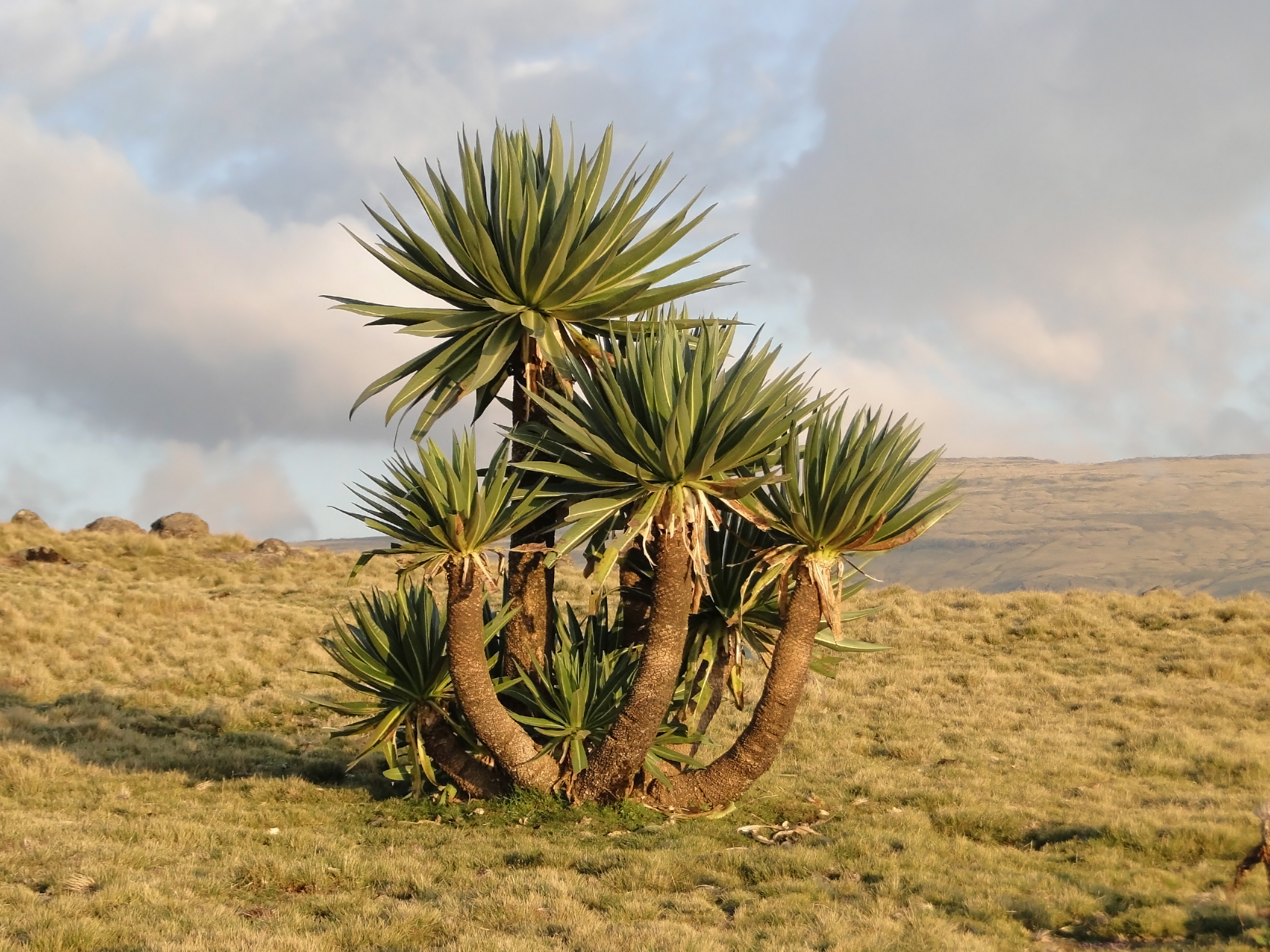
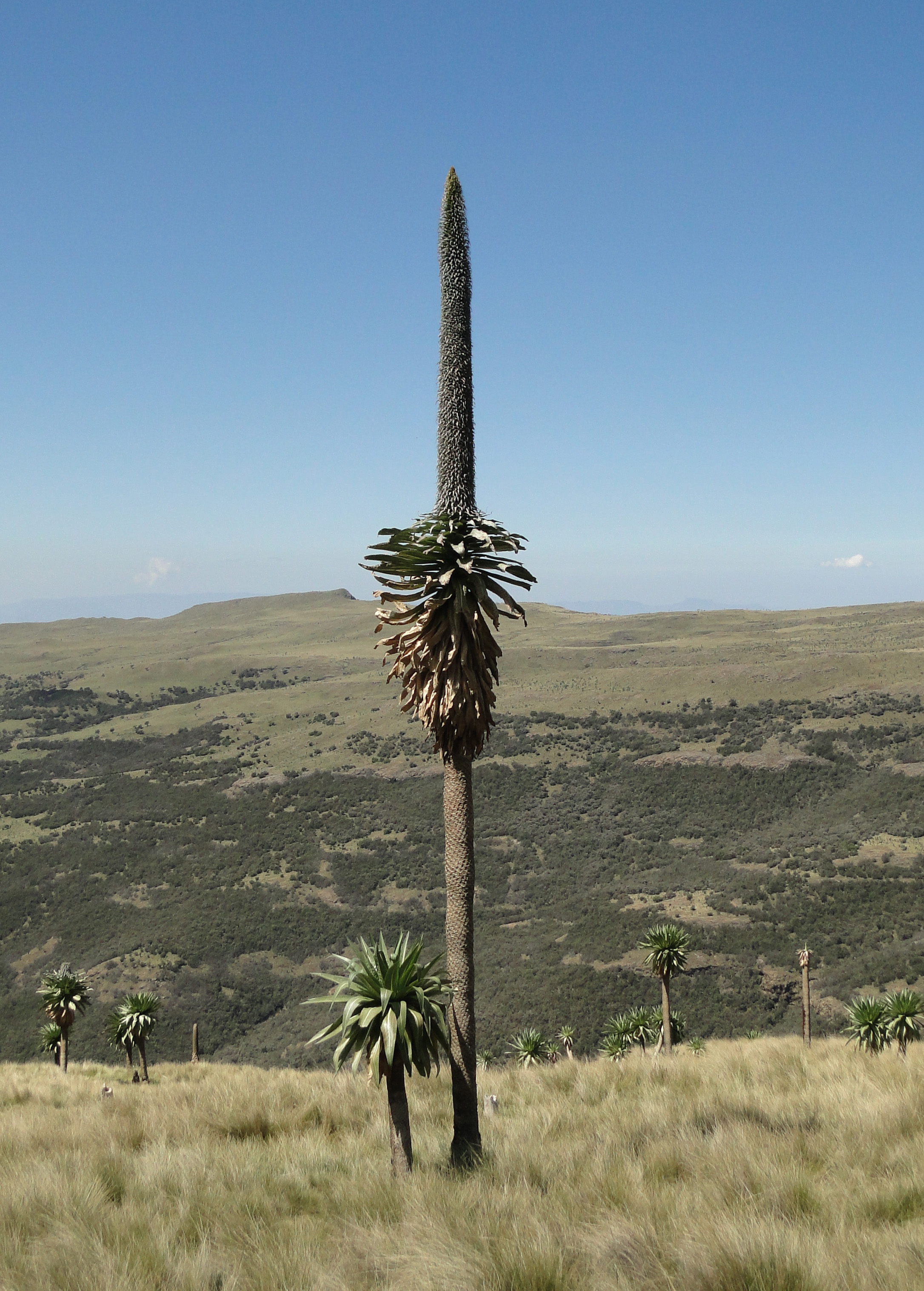
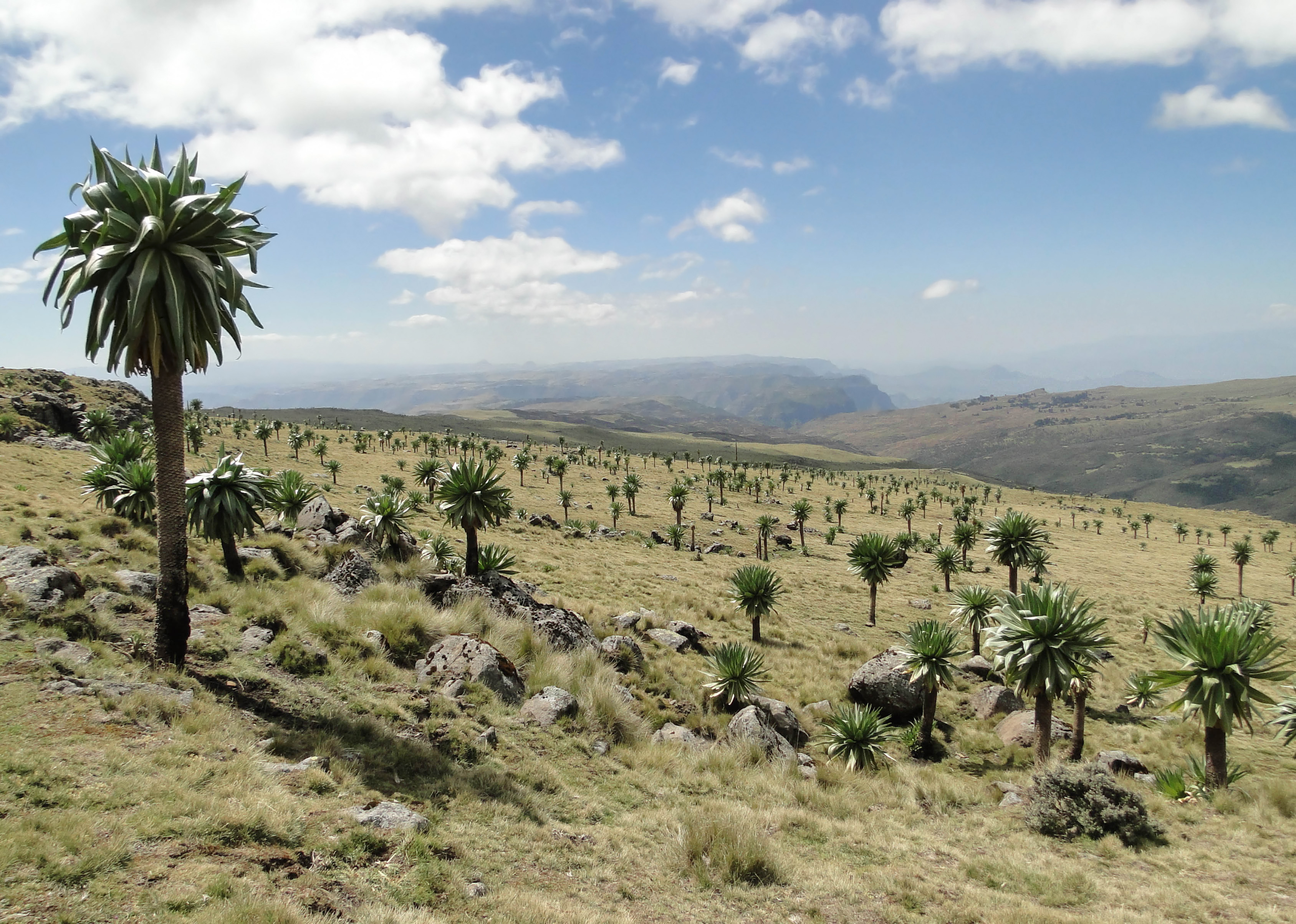
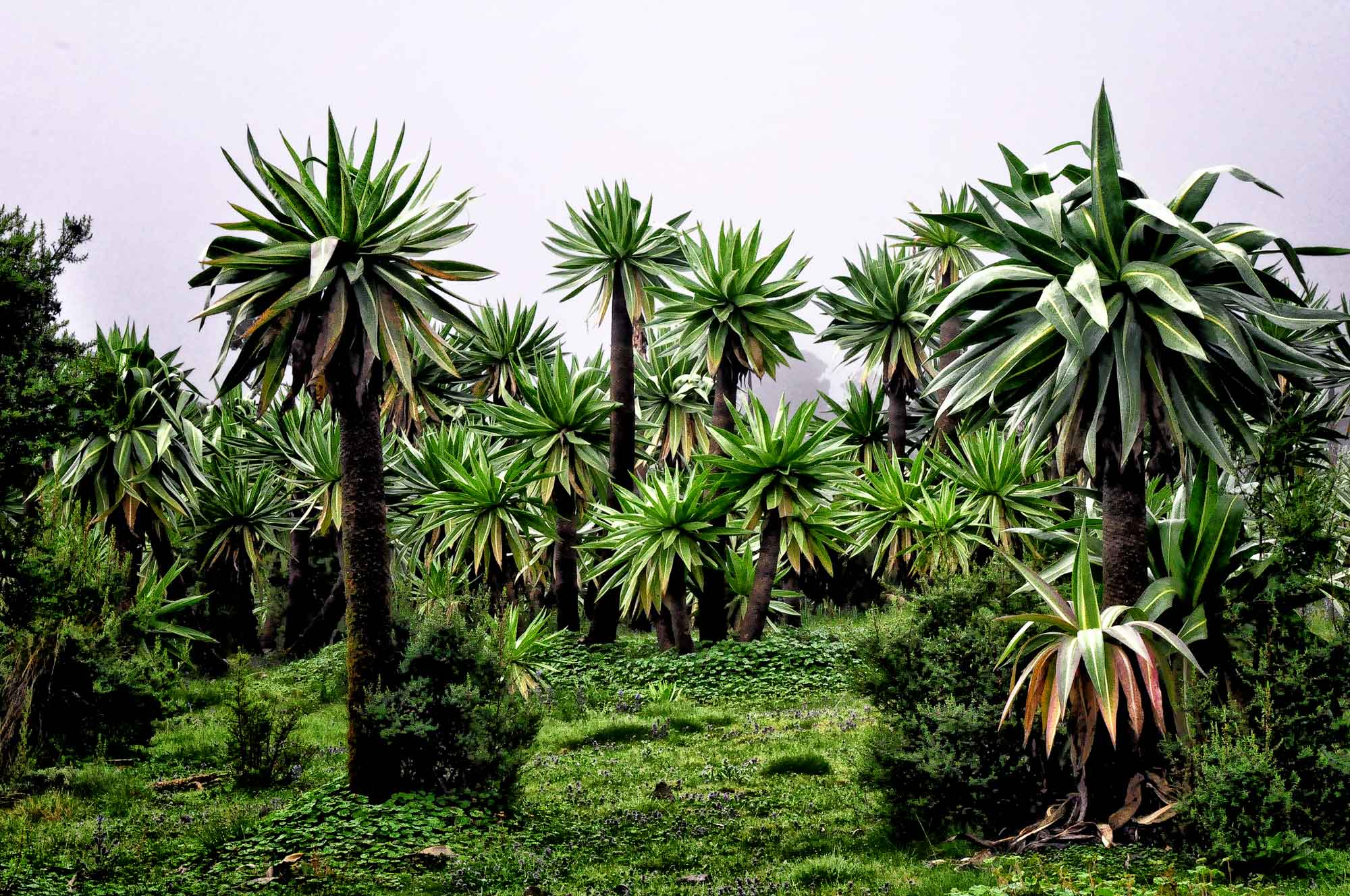